# Robert Schuller

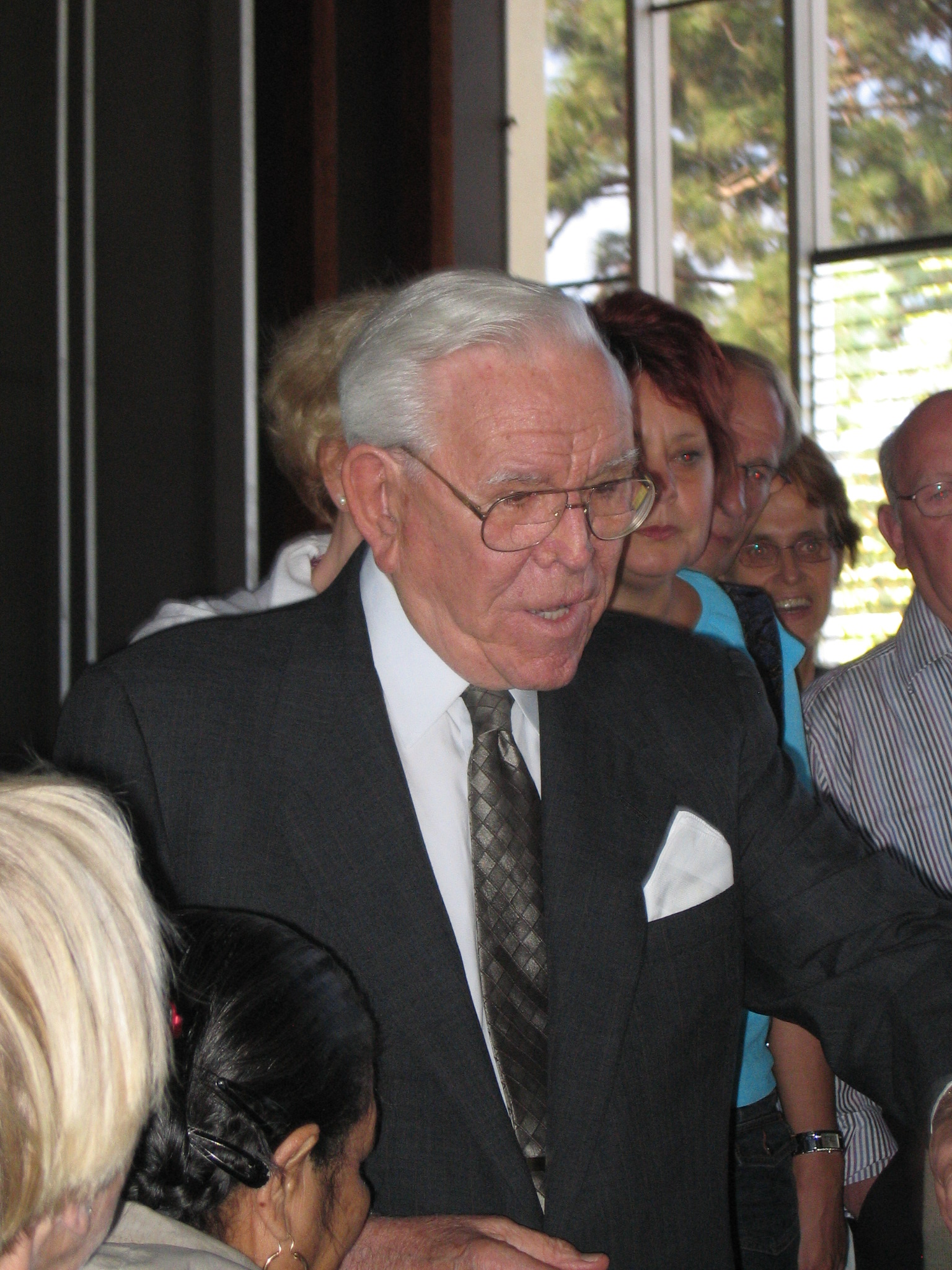
Robert H. Schuller (2009)

Robert H. (Harold) Schuller (* 16. September 1926 in Alton, Iowa; † 2. April 2015 in Artesia, Kalifornien) war ein US-amerikanischer Fernsehprediger, Gründer der Crystal Cathedral in Garden Grove, Kalifornien, die zur Reformed Church in America (Reformierte Kirche in Amerika) gehört.

## Leben
Robert Schuller, nicht zu verwechseln mit dem kalifornischen Evangelisten Robert Pierce Shuler, wuchs als jüngstes Kind von Anthony Schuller und seiner Frau mit seinen fünf Geschwistern auf, einer Familie niederländischer Einwanderer. Den Entschluss, Pastor zu werden, fasste Schuller angeblich schon als 4-jähriges Kind.

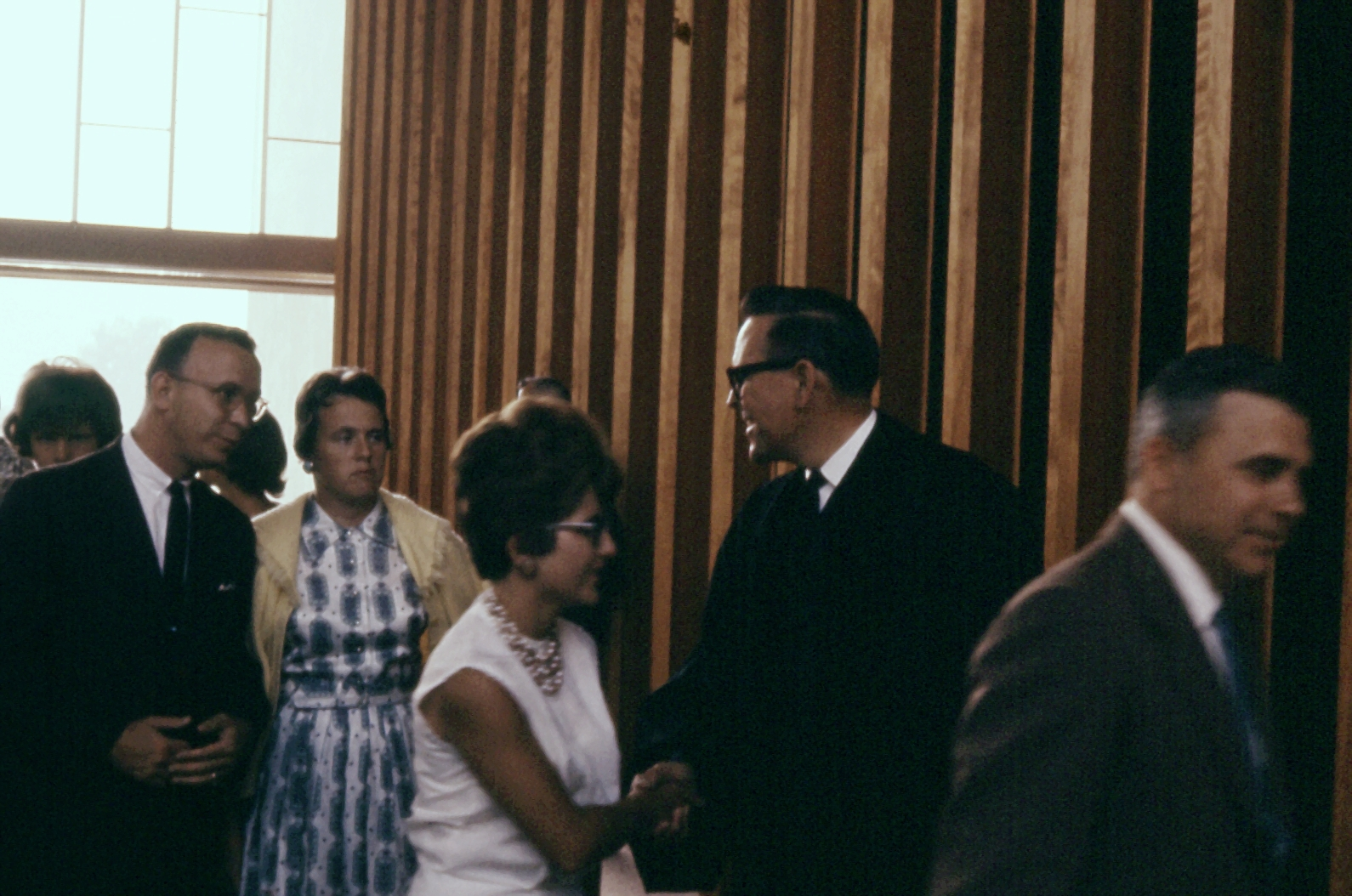
Robert H. Schuller (1962)

Nach Abschluss der High School wechselte er 1943 ins Hope College in Holland, Michigan, das er 1947 mit dem Bachelor of Arts in Psychologie und Geschichte abschloss. Danach begann er ein theologisches Studium, das er ebenfalls in Michigan im Western Theological Seminary absolvierte, wo er 1950 den Bachelor of Divinity erhielt. Nach seiner Heirat mit Arvella DeHaan zog er, frisch ordiniert, mit ihr nach Chicago, wo er Pastor einer reformierten Kirche wurde. Unter seiner Leitung stieg die Mitgliederzahl der Gemeinde von 35 auf fast 500 Mitglieder an.
1968 rief Schuller die NewHopeLine, eine von der Kirche finanzierte Telefonseelsorge für selbstmordgefährdete Menschen mit 24-Stunden-Erreichbarkeit, ins Leben.
1970 gründete er das Institute for Successful Church Leadership (deutsch: Institut für erfolgreiche Kirchenführung), die die Megachurch-Bewegung voranbrachte. Unter den Absolventen sind Bischof Charles Blake mit seiner 18.000-Mitgliedskirche in Los Angeles, Rick Warren, Pastor der Saddleback Church in Lake Forest mit 23.000 Mitgliedern, Frank Harrington, der Leiter der Peachtree Presbyterian Church in Atlanta, der größten presbyterianischen Kirche in Amerika, und Sundo Kim, Pastor der First Methodist Church in Seoul, Korea, der mit 50.000 Mitgliedern weltweit größten methodistischen Kirche. 1992 wurde die „Fuqua International School of Christian Communication“ (Internationale Schule der christlichen Kommunikation) eröffnet.
Schuller beteiligte sich am niederländischen Fernsehsender Euro7, der am 19. Oktober 1994 startete. Zu jener Zeit war es der erste kommerzielle Fernsehsender der Niederlande und sendete werktags 3 Stunden und am Wochenende 10 Stunden. Im Januar 1997 wurde der Sender aus wirtschaftlichen Gründen eingestellt.
Er war der erste nicht-sowjetische Pastor, der 1989 eingeladen wurde, im sowjetischen Fernsehen zu sprechen. Im September 1990 wurde er von der sowjetischen Regierung gebeten, ein monatlich ausgestrahltes Fernsehprogramm namens „Von Herz zu Herz“ abzuhalten.
Schuller war mit dem ehemaligen US-Präsidenten Bill Clinton befreundet und wurde einer seiner geistlichen Berater im Weißen Haus.

## Mission

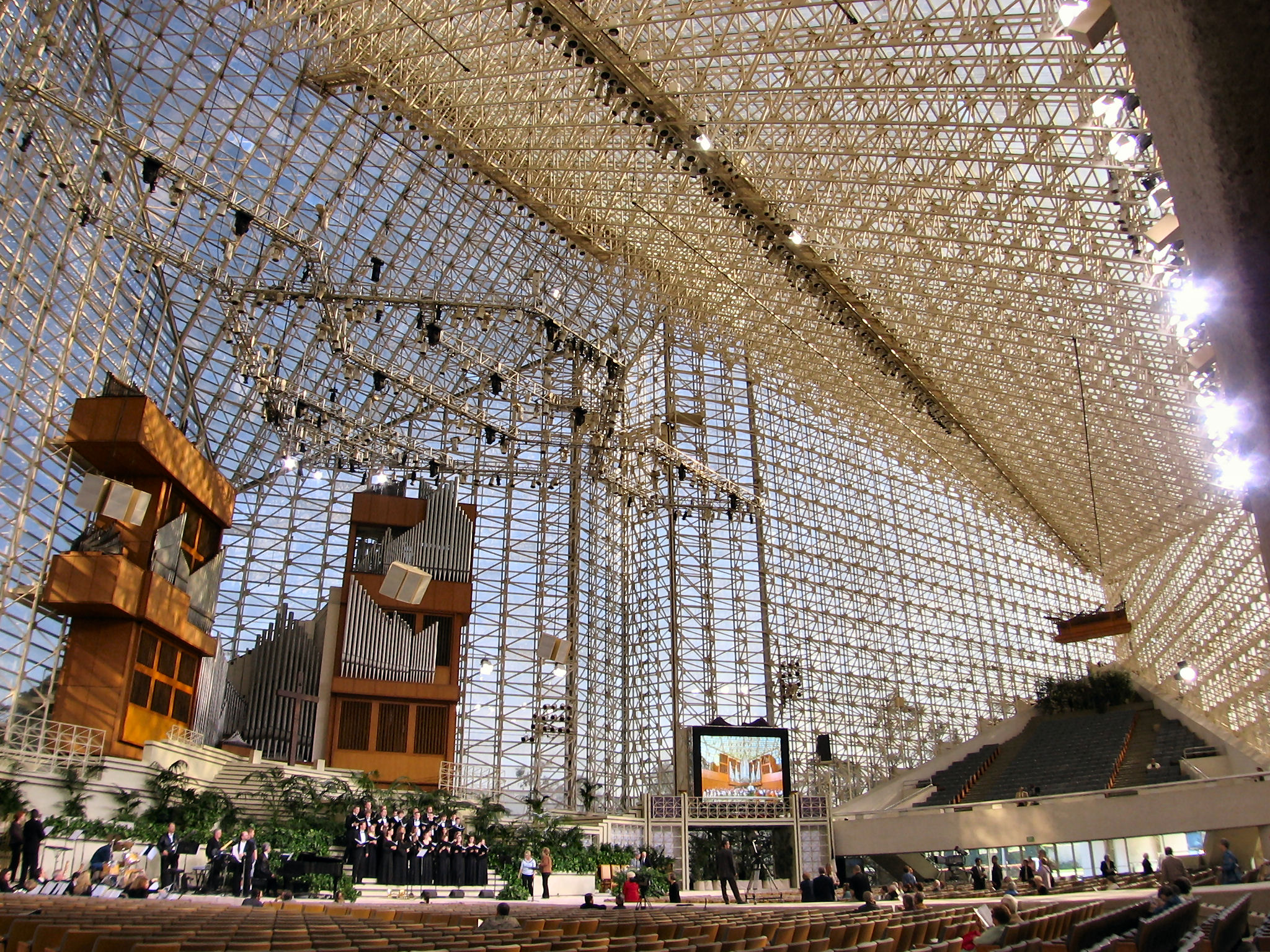
Crystal Cathedral

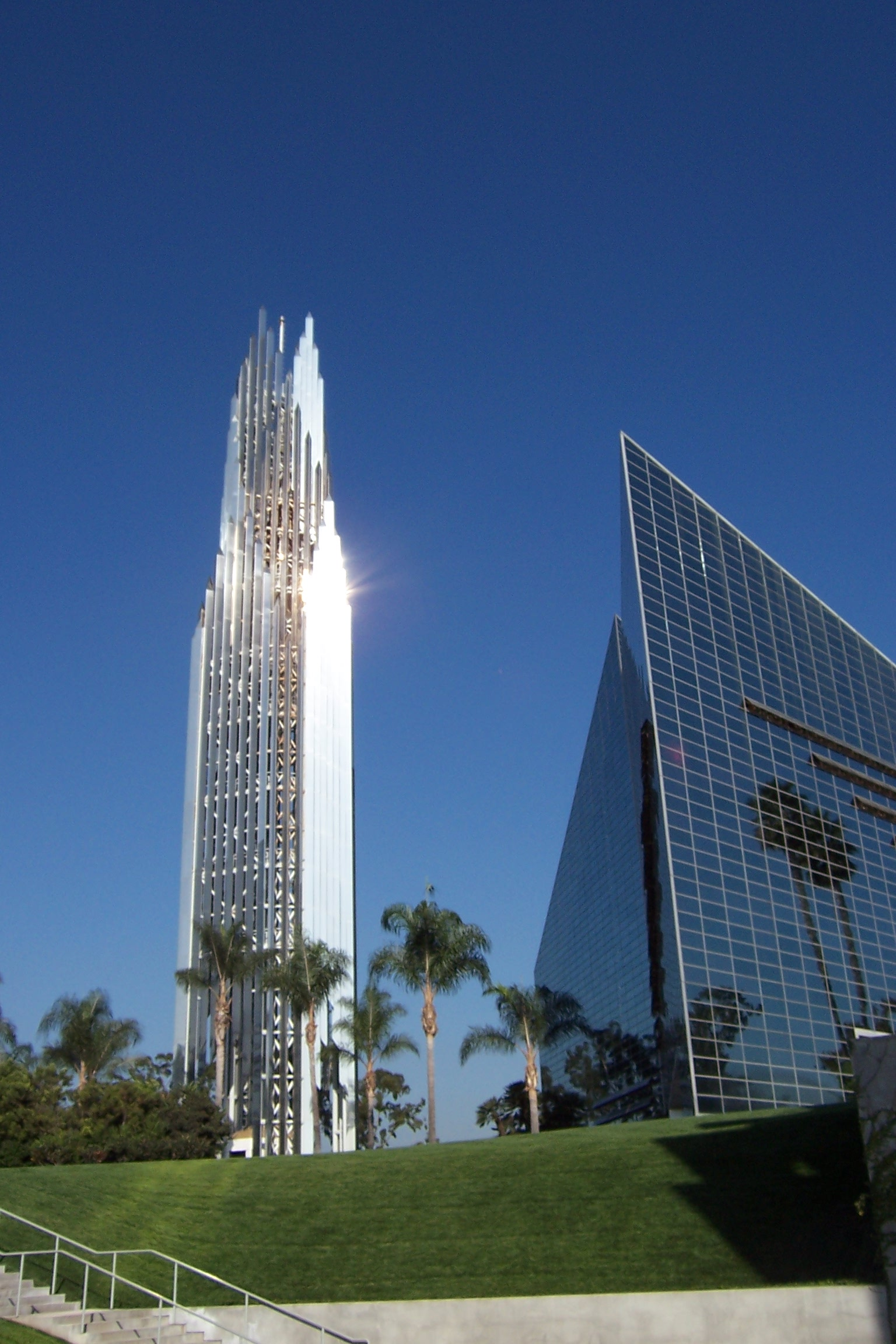
Turm der Crystal Cathedral

Im Jahr 1955 rief die Reformierte Kirche in America Schuller dazu auf, eine neue Gemeinde in Garden Grove in Kalifornien zu gründen. Mit 500 US-Dollar Startkapital machte sich Schuller ans Werk. Am Ende kam ihm die Idee, Gottesdienste Sonntag vormittags im Orange Drive-in Kino, einem Autokino, abzuhalten. Schuller errichtete dort ein großes Kreuz auf dem Dach der Snack-Bar und baute sein Rednerpult auf. Seine Frau spielte an einer kleinen Orgel, die die Schullers jeden Sonntag selbst mitbrachten. Zum ersten Gottesdienst erschienen 100 Personen in ihren Autos. „Meine Gemeinde mied mich, als sie erfuhr, dass ich in einem Autokino predigte“, sagte Schuller Jahrzehnte später.
Schullers unorthodoxer Predigtstil ließ die Gemeinde stetig wachsen. Sechs Jahre nach dem ersten Gottesdienst im Autokino wurde das erste „walk-in-drive-in“ Kirchengebäude der Welt gebaut, auch „Autokirche“ genannt. Sie wurde von Richard Neutra entworfen und 1961 gebaut. Diese Gemeinde wurde schnell größer und der Entschluss reifte, in Garden Grove, Kalifornien das Kirchengebäude Crystal Cathedral (Kristall-Dom) mit 2736 Sitzplätzen zu errichten. Sie wurde von dem New Yorker Architekten Philip Johnson entworfen und am 14. September 1980 „Zur Ehre der Menschheit und für die noch größere Ehre Gottes“ eingeweiht. Hinter dem architektonischen Konzept steckte Absicht: Schuller ließ die Kirche so konzipieren, dass sie wie ein Garten wirkt: In der Mitte der Kirche erstreckt sich ein langgezogener Brunnen. Pflanzen umgeben den Altarraum und die Glasfenster geben einen Blick auf den Himmel. Zugleich wurden die dort abgehaltenen Gottesdienste aufgenommen und unter dem Titel Hour of Power in vielen Nationen der Welt ausgestrahlt.
Nachdem bereits sein Sohn Robert Anthony Schuller im Jahre 2008 aus dem Kirchenvorstand der Crystal Cathedral Ministries ausgeschieden war, wurde Gründer Robert H. Schuller im Juni 2011 abgewählt. Dies wurde allerdings am 22. Juli 2011 wieder rückgängig gemacht und Robert H. Schuller war weiterhin im Vorstand als Ehrenvorsitzender aktiv. Grundlage für die erste Entscheidung soll ein Streit mit seinen Töchtern und Schwiegersöhnen über die Vergrößerung des Vorstands gewesen sein. Schuller war in den letzten Jahren mit kritischen Äußerungen über die Entwicklung der Gemeinde an die Öffentlichkeit getreten. So kritisierte er die Entscheidung der jetzigen Leiterin der Crystal Cathedral Ministries, seiner Tochter Sheila Schuller-Coleman, von Chormitgliedern einen Vertrag unterzeichnen zu lassen, in dem Jesus Christus als „Herr und Erlöser“ bezeichnet und die Ehe als Institution zwischen Mann und Frau definiert wurde. Schuller äußerte in diesem Zusammenhang, dass jeder in seiner Kirche willkommen sei.

## Konzept
Schullers theologisches Konzept war stark auf den Menschen konzentriert. Er sah den Menschen als ein Wesen, dessen Fähigkeiten stark gesteigert werden können. Der christliche Glaube diene dabei als Kanal, um dieses Ziel zu erreichen. Positive Botschaften standen im Mittelpunkt seiner Predigten. Ein oft angewandtes Mittel in seinen Predigten war es, über Menschen zu sprechen, die furchtbare Tragödien durchgemacht haben und sich trotzdem eine positive Lebenseinstellung bewahrt haben. Schuller nennt dieses positive Denken „Possibility Thinking“. In diesem theologischen Konzept wurde Schuller stark von Norman Vincent Peale beeinflusst, mit dem er eng befreundet war.

## Kritik
Kritiker warfen Schuller folgendes vor:
- Er verkündige ein unbiblisches Wohlstandsevangelium.[9]
- Er predige „Glaube an dich selbst“ statt „Glaube an Jesus“.[10][11]
- Er vertrete einen Synkretismus und behaupte, dass Christen und Muslime an denselben Gott glauben.[10]
- Er behaupte, es gebe keine Sünde. Der biblische Begriff Vergebung bedeute nach Schuller die Erkenntnis, dass es keine Sünde gibt.[10]
- Er übernehme Inhalte und Methoden aus der New-Age-Bewegung.[10]
- Es gehe ihm eher darum, die Kirche zu füllen, als biblische Wahrheit zu verkündigen.[10]

Von seinen Befürwortern wurden diese Kritikpunkte entschieden zurückgewiesen. Schuller bekannte sich zum Glaubensbekenntnis der Hour of Power/Crystal Cathedral („Statement of Faith“). Darin wurde die Sündhaftigkeit der Menschheit betont, wie auch die erlösende Kraft Gottes durch das stellvertretende Opfer am Kreuz von Golgota.

## Privates
Schuller war mit seiner Frau Arvella verheiratet, die im Februar 2014 verstarb. Das Paar hatte fünf Kinder, ein Sohn ist der Theologe Robert Anthony Schuller, der zeitweilig sein Nachfolger war.

## Ehrungen
Die Ehrendoktorwürde wurde ihm von folgenden Universitäten verliehen:
- Azusa Pacific University, Azusa, Kalifornien
- Hope College, Holland, Michigan
- Northwestern College, Orange City, Iowa
- Pepperdine University, Malibu, Kalifornien
- Barrington College, Barrington, Rhode Island
- Ashland College, Ashland, Ohio
- Hanyang-Universität, Seoul, Korea.

## Veröffentlichungen
- Es gibt eine Lösung für jedes Problem, Oesch Verlag, Thalwil-Zürich 1969, 2. Aufl. MVG Verlag, 1991, ISBN 978-3-478-03200-1.
- Dynamisches Familienleben (Übers. von Marie-Luise Rusche, orig. Power ideas for a happy family), Francke, Marburg an der Lahn 1976, 2. Aufl. 1982, ISBN 3-920345-70-3.
- Der Weg zur inneren Ruhe (Übers. von Alfred Wettstein, orig. Peace of mind through possibility thinking), Oesch Verlag, Glattbrugg 1983, 3. Aufl. MGV Verlag 1992, ISBN 978-3-85833-320-9.
- Aufwärts zum Erfolg! (Übers. von Alfred Wettstein, orig. The peak to peak principle), Oesch Verlag, Glattbrugg-Zürich 1984, MGV Verlag, 3. Aufl. 1992, ISBN 978-3-478-03190-5.
- Harte Zeiten – Sie stehen sie durch! (Übers. von Christine Wessely, orig. Tough times never last, but tough people do!), Ariston-Verlag, Genf 1985, 2. Aufl. unter dem Titel: Harte Zeiten vergehen, starke Menschen bestehen: mit Gottes Hilfe schwere Zeiten überstehen, Hour-of-Power Verlag, Augsburg 2011, ISBN 978-3-941980-16-7.
- Den Tag meistern: 366 Regeln überzeugten Handelns für das ganze Jahr (Übers. von Christian Quatmann, orig. Tough minded faith for tender hearted people), Ariston-Verlag, Genf 1987, 2. Aufl. 1988, ISBN 978-3-7205-1435-4.
- Ein Glück kommt selten allein: 8 Schritte zu einem erfüllten Leben, coprint Verlag, Wiesbaden 1988, ISBN 978-3-417-28060-9.
- Erfolg kennt keine Grenzen – Fehlschläge sind niemals endgültig: die Kunst des konstruktiven Denkens als Basis für den ganzheitlichen Lebenserfolg (Übers. von Ursula Bischoff, orig. Succes is never ending – failure is never final), MVG-Verlag, Landsberg am Lech / München 1989, 2. Aufl. 1993, ISBN 978-3-478-08438-3.
- 365 Zeichen der Hoffnung: Andachten für das ganze Jahr, Projektion J Verlag, Asslar 2001, 5. Aufl. Hower of Power Verlag, Augsburg 2011, ISBN 978-3-941980-18-1.
- Aus Tränen werden Edelsteine: Leid und Schmerz überwinden (orig. Turning hurts into halos and scars into stars), Projektion J Verlag, Asslar 2003, 6. Aufl. Gerth Medien, Asslar 2006, ISBN 978-3-89490-465-4.
- Meine Lebensreise: Autobiographie (Übers. von Thomas Braas und Frank Ley, orig. My journey), Gerth Medien, Asslar 2004, 2. Aufl. Hour-of-Power Verlag, Augsburg 2010, ISBN 978-3-941980-15-0.
- Himmel auf Erden: Anleitung zu einem glücklichen Leben (Übers. von Marianne Magnus, orig. The be happy attitudes), Projektion J, Asslar 2004, ISBN 978-3-89490-526-2.
- Mit Flügeln des Adlers: mit Gottes Hilfe schwere Zeiten überstehen (Übers. von Thomas Braas, orig. Tough times never last, but tough people do!), Gerth Medien, Asslar 2005, ISBN 978-3-86591-041-7.
- Wirf dein Morgen nicht weg!: lebe Gottes Traum für dein Leben (Übers. von Elly Grothof-Nouwen und Thomas Braas, orig. Don’t throw away tomorrow), Hour-of-Power Verlag, Augsburg 2006, ISBN 978-3-941980-09-9.
- Hours of power = Stunden der Kraft: mein tägliches Buch der Motivation und Inspiration (Übers. von Elly Grothof-Nouwen), Hour-of-Power Verlag, Augsburg 2007, ISBN 978-3-941980-03-7.
- Das Leben ist nicht fair, aber Gott ist gut: wie die Herausforderungen des Lebens zu persönlichen Triumphen werden (orig. Life’s not fair, but God is good), Hour-of-Power Verlag, Augsburg 2007, ISBN 978-3-941980-04-4.
- Kraftvolle Gebete für ein positives Leben (Übers. von Sebastian Bartram, orig. Positive prayers for power-filled), Hour-of-Power Verlag, Augsburg 2009, ISBN 978-3-941980-01-3.
- Entdecke deine Möglichkeiten – und lebe sie: der Weg zum Möglichkeitsdenker (Übers. von Martin Sakals, orig. Move ahead with possibility thinking), Hour-of-Power Verlag, Augsburg 2009, ISBN 978-3-941980-00-6.
- Zusagen Gottes: neue Kraft aus der Bibel schöpfen (orig. God’s power promises for you), Hour-of-Power Verlag, Augsburg 2010, ISBN 978-3-941980-13-6.
- Erfolg hört nie auf – Versagen ist nie endgültig (Übers. von Désirée Krumper, orig. Success is never ending – failure is never final), Hour-of-Power Verlag, Augsburg 2011, ISBN 978-3-941980-14-3.
- Eine Minute für Gott – V: 365 inspirierende Gebete für Ihr tägliches Leben (orig. God´s Minute V), Hour-of-Power Verlag, Augsburg 2. Aufl. 2024, ISBN 978-3-941980-39-6.